# Fazenda Nova
Fazenda Nova är en kommun i Brasilien.   Den ligger i delstaten Goiás, i den centrala delen av landet, 300 km väster om huvudstaden Brasília. Antalet invånare är 6 318.
Omgivningarna runt Fazenda Nova är huvudsakligen savann. Runt Fazenda Nova är det mycket glesbefolkat, med 6 invånare per kvadratkilometer.